# 牧野裕 (経済学者)
牧野 裕（まきの ひろし、1947年 - ）は、日本の経済学者、津田塾大学名誉教授。主な指導分野は、アメリカ合衆国の経済外交、2国間援助政策、冷戦起源論など。

## 来歴
神奈川県川崎市出身。一橋大学大学院経済学研究科修了。指導教官は伊東政吉。津田塾大学学芸学部助教授を経て、1995年4月から教授。

## 著書
- 『冷戦の起源とアメリカの覇権』御茶の水書房、1993年。ISBN 4-275-01518-5。
- 『日米通貨外交の比較分析――ニクソン・ショックからスミソニアン合意まで』御茶の水書房、1999年。ISBN 978-4275017727。
- 『現代世界認識の方法――国際関係理論の基礎』日本経済評論社、2008年。ISBN 978-4818820234。
- 『IMFと世界銀行の誕生 : 英米の通貨協力とブレトンウッズ会議』日本経済評論社、2014年11月。ISBN 978-4818823532。 *

### 編著
- 紺井博則、上川孝夫 共編著『複合危機 : ゆれるグローバル経済』日本経済評論社、2017年12月。ISBN 978-4818824829。

### 論文
- 津田塾大学全学研修・紀要委員会, ed (2012). “パワーと金融：1945年英米金融協定の研究”. 国際関係学研究 (津田塾大学全学研修・紀要委員会) 39:  1-78.